# Rupex asper
Rupex asper är en insektsart som först beskrevs av Fowler 1904.  Rupex asper ingår i släktet Rupex och familjen vedstritar. Inga underarter finns listade i Catalogue of Life.